# Billy West (actor de filme mute)

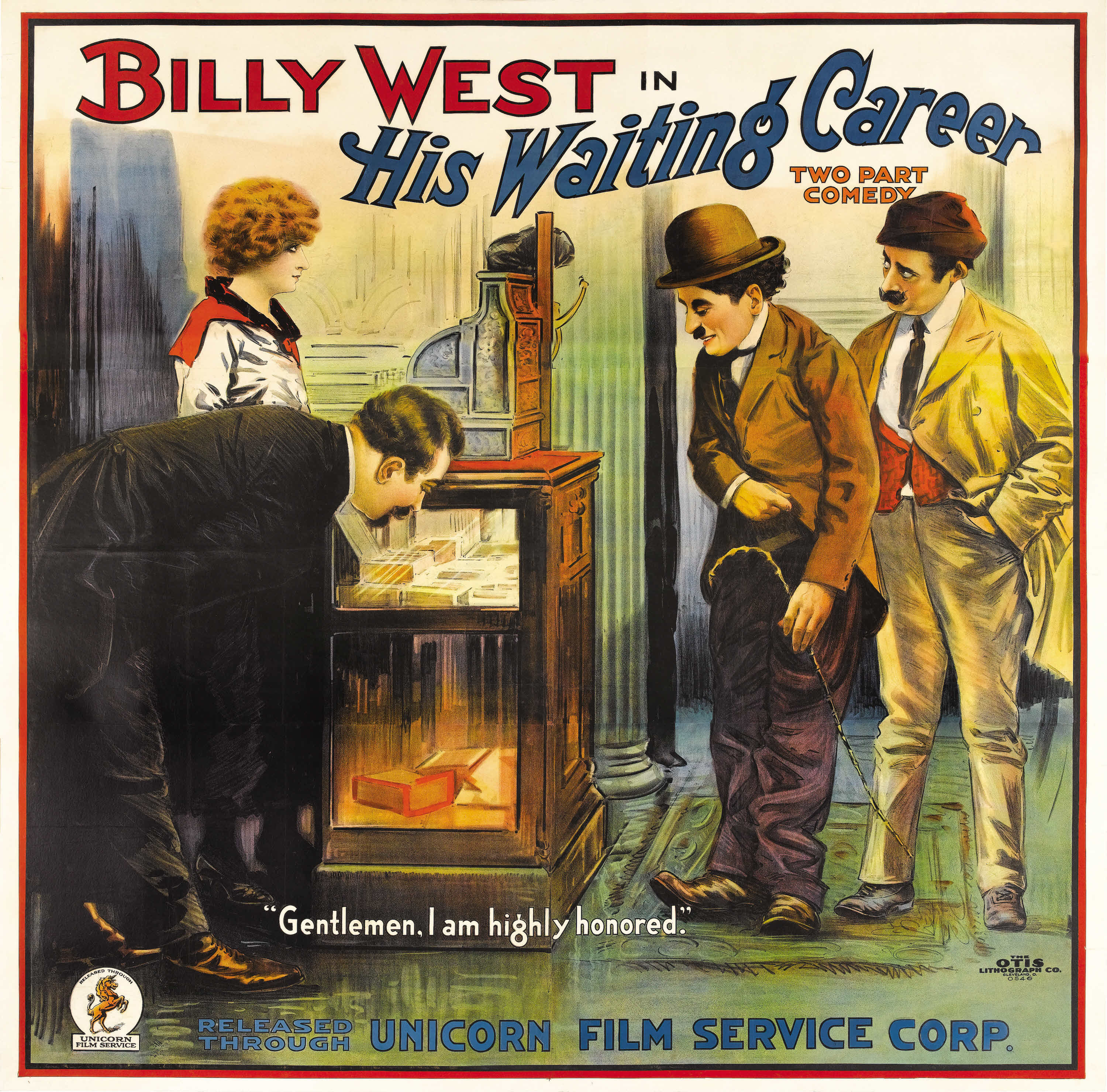
His Waiting Career (1920)

Billy West (n. 22 septembrie 1892 - d. 21 iulie 1975) a fost un actor și regizor american de film din epoca filmului mut.
Născut în Rusia sub numele de Roy B. Weissburg, West și-a luat acest pseudonim cândva după emigrarea sa în America. El a jucat în multe scurtmetraje, mai întâi în Apartment No. 13 în 1912, devenind cunoscut ca imitator al lui Charlie Chaplin, în ciuda faptului că Chaplin a debutat în filme abia în 1914. Oliver Hardy a apărut adesea ca personajul său antagonic în roluri amintind de cele ale lui Eric Campbell din scurtmetrajele lui Chaplin.
Billy West s-a căsătorit în Anglia cu englezoaica Jane Walder, sub numele de William Briscoe. Ei au avut doi copii în Anglia, William și Joseph Valentine, care i s-au alăturat în SUA în 1924. Ei au avut ulterior și o fiică (Ruth).

## Filmografie (selectivă)
- Apartment No. 13 (1912)
- Back Stage (1917)
- The Hero (1917)
- Dough Nuts (1917)
- Cupid's Rival (1917)
- The Villain (1917)
- The Millionaire (1917)
- The Goat (1917)
- The Fly Cop (1917)
- The Chief Cook (1917)
- The Candy Kid (1917)
- The Hobo (1917)
- The Pest (1917)
- The Band Master (1917)
- The Slave (1917)
- The Stranger (1918)
- Bright and Early (1918)
- The Rogue (1918)
- His Day Out (1918)
- The Orderly (1918)
- The Scholar (1918)
- The Messenger (1918)
- The Handy Man (1918)
- The Straight and Narrow (1918)
- Playmates (1918)
- Beauties in Distress (1918)
- Stick Around (1925 - producător)
- Hey, Taxi! (1925 - producător)
- Rivals (1925)
- Hop to It! (1925 - producător)
- The Joke's on You (1925)
- They All Fall (1925 - producător)
- Hard Boiled Yeggs (1926)